# McCulloch Motors Corporation

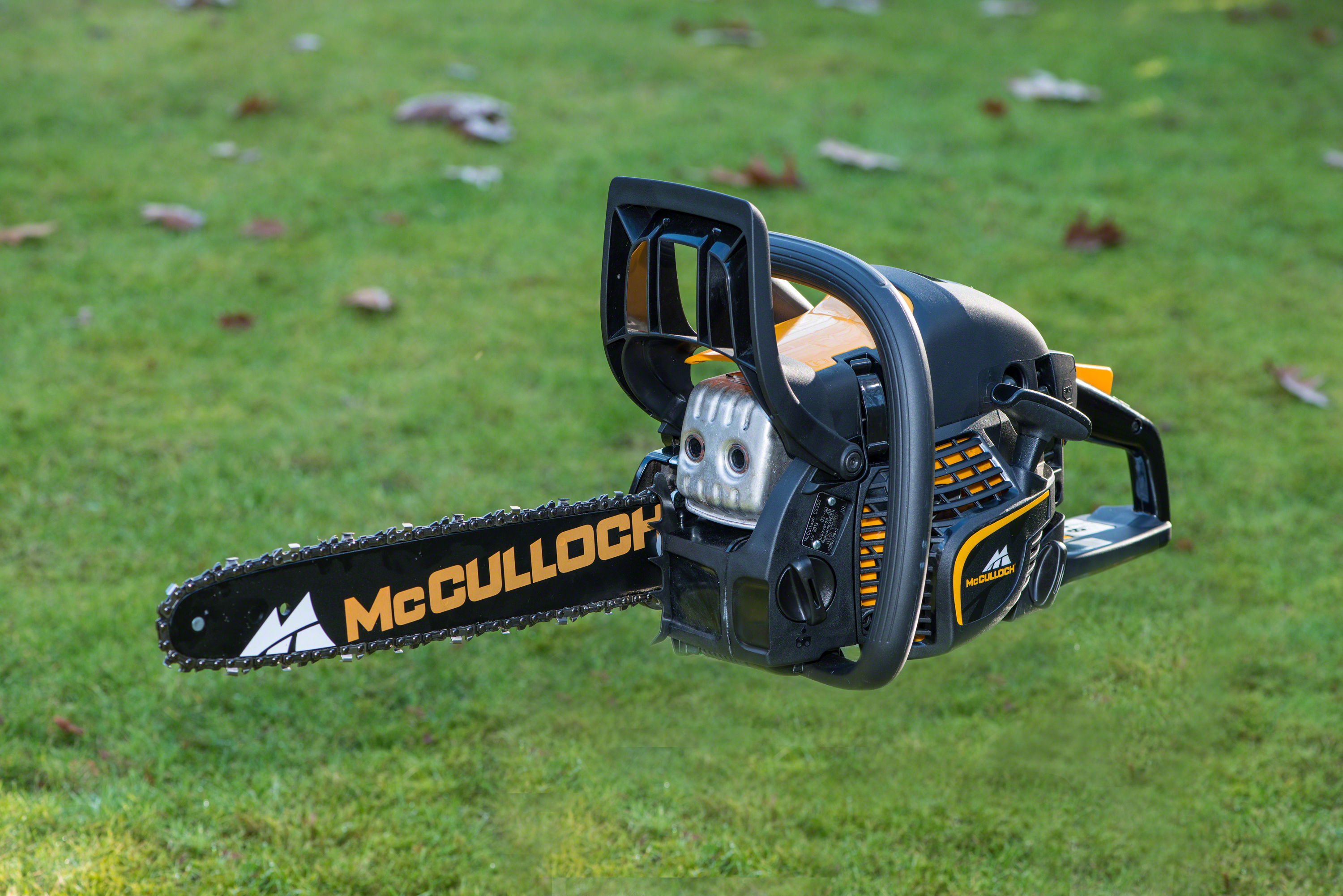
Une tronçonneuse McCulloch

McCulloch Motors Corporation est une entreprise américaine fabricant du matériel de motoculture, principalement des tronçonneuses, depuis plus de 70 ans. Elle appartient depuis 1999 au groupe suédois Husqvarna AB.

## Histoire
L'entreprise fut fondée à Milwaukee dans le Wisconsin en 1943 par l'homme d'affaires Robert Paxton McCulloch comme usine de petits moteurs à essence 2 temps.
La société s'implanta ensuite Californie en 1946. C'est en 1948 qu'elle produisit sa première tronçonneuse, le modèle 5-49.
Elle fabriqua aussi des moteurs de drones, qui furent vendus notamment à la compagnie RadioPlane. Ces moteurs McCulloch 4318 à quatre cylindres (deux cylindres opposés horizontalement) étaient populaires pour une utilisation dans divers petits autogires tels que le Bensen B-8M et le Wallis WA-116. Un moteur McCulloch fut utilisé sur le drone argentin FMA IA-59 Tábano lors de son premier vol en 1972.
McCulloch a également créé la branche Paxton Automotive, fabriquant des compresseurs de marque McCulloch comme celui équipant des modèles d'automobiles tels que la Kaiser Manhattan de 1954, le Studebaker Golden Hawk de 1957 et la Ford Thunderbird.
L’entreprise change son nom pour McCulloch Corporation en 1958, ayant conquis de nouveaux marchés : l'entreprise fabrique désormais des moteurs d’avion ainsi que des moteurs de kart, en plus des tronçonneuses de renommée mondiale.
En ce qui concerne les moteurs de kart, c'est en 1959 que l'entreprise fabrique son premier moteur de kart, le MC-10, qui était une adaptation d'un moteur 2 temps pour tronçonneuse. C'est Bill Van Tichelt de VanTech Engineering qui a conçu et produit l'un des premiers collecteurs spécialisés pour le moteur de kart McCulloch.
En 1964, McCulloch fonda la ville de Lake Havasu City, en Arizona, sur l'emplacement d'une base militaire, avec une usine et l'hébergement des travailleurs.
En 1967, McCulloch abandonne sa gamme de moteurs de bateaux hors-bord dont il a repris l'activité après l'achat en 1956 de la société Scott-Atwater Manufacturing Company de Minneapolis, Minnesota.
En 1968, McCulloch sort le modèle de tronçonneuse Power Mac 6, une tronçonneuse thermique ne pesant que 4,4 kg, le modèle le plus léger au monde. 
Au début des années 1970, la société lance la fabrication de tronçonneuses électriques. De plus, la gamme d'outils est élargie avec des générateurs, des taille-haies, des taille-bordures et des souffleuses à feuilles, mais aussi avec du matériel pour la pelouse et le jardin.
La société Black & Decker rachète McCulloch le 4 octobre 1974 et la revend à un groupe privé en novembre 1984.
McCulloch s’installe à Tucson, en Arizona, en 1988, inaugurant son nouveau siège social et une installation de distribution. Les premiers coupe-bordures électriques sortent de l'usine en 1998.
En janvier 1999, à la suite d'une faillite la division européenne fut vendue à Husqvarna AB. En octobre 1999, ses activités en Amérique du Nord furent transférées à la société taïwanaise Jenn Feng Industrial Co., Ltd. 
En mars 2003, MTD Products Inc a signé un accord de distribution et de licence avec Jenn Feng dans lequel MTD produirait exclusivement des produits McCulloch en Amérique du Nord. 
En mars 2008, Husqvarna acquiert la division motoculture de Jenn Feng. Depuis, McCulloch est une marque au sein du groupe Husqvarna AB.